# Infernäl Mäjesty
Infernäl Mäjesty es una banda canadiense de thrash metal, formada en Toronto en 1986. Son mejor conocidos por su álbum debut None Shall Defy, lanzado en 1987. La banda se disolvió después de ese lanzamiento. Sin embargo, el relanzamiento de este álbum por parte de Displeased Records inspiró a la banda para reunirse y grabar un nuevo álbum, seguido de un tour europeo. Aun siguen activos.
No deben confundirse con la banda HIM, que solían llamarse His Infernal Majesty.

## Discografía
- None Shall Defy (1987)
- Creation of Chaos (1992)
- Unholier Than Thou (1998)
- Chaos in Copenhagen (En vivo, 1999)
- One who Points to Death (2004)
- Systematical Extermination (esta por salir al mercado)

## Alineación
- Brian Langley - voz
- Kenny Hallman - guitarra
- Steve Terror - guitarra
- Eric Dubreuil - bajo
- Kris DeBoer - batería

### Miembros anteriores
- Chris Bailey - voz
- Bob Quelch - bajo
- Kevin Harrison - batería
- Psycopath - bajo
- Chay McMullen - bajo
- Rick Nemes - batería